# Karate do Tsunami
Treść tego artykułu może nie być zgodna z zasadami neutralnego punktu widzenia.
Dokładniejsze informacje o tym, co należy poprawić, być może znajdują się w dyskusji tego artykułu.
 Po wyeliminowaniu niedoskonałości należy usunąć szablon {{Dopracować}} z tego artykułu.

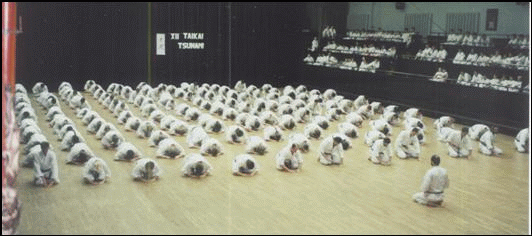
Tsunami taikai

Karate Tsunami (nazwa pochodzi od japońskiego słowa tsunami – „portowa fala”) – styl walki opracowany w Polsce w 1979 roku na podstawie ogólnych reguł karate, z uwzględnieniem wielu elementów zaczerpniętych z innych sztuk walki. Stworzony przez prawnika Ryszarda Murata 10 dan, który w stylu tym nosi tytuł sōke („założyciel, głowa”).
Styl ukierunkowany jest przede wszystkim na naukę samoobrony oraz na trening walki z kilkoma przeciwnikami, również uzbrojonymi. Na treningach tsunami na dużą skalę stosuje się naukę samoobrony nie tylko z użyciem własnego ciała, ale również wszelkich możliwych przyrządów, zarówno specjalnych, np. tonfa, nunczako, miecza itd., jak też przypadkowych, np. noża, kija, pałki, sierpa, łopaty itd.

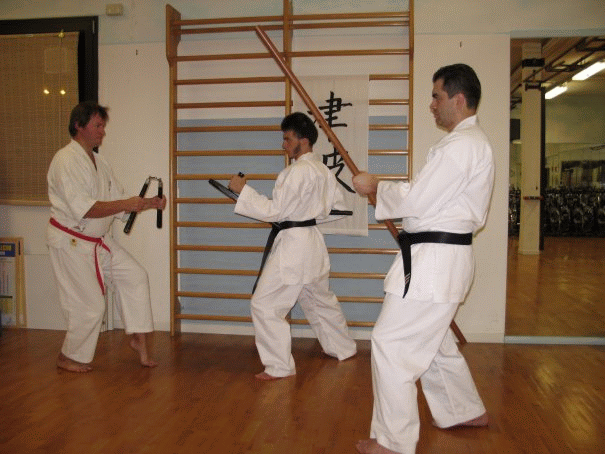
Trening z użyciem różnych przyrządów

W zakresie technicznym charakterystycznymi cechami karate tsunami są:
- wykorzystywanie wszelkich ruchów (odpowiednio przystosowanych) jako technik zaczepnych lub obronnych,
- nacisk na wykonywanie wszelkich technik z maksymalną siłą i szybkością,
- preferowanie ataku oraz agresywnych i brutalnych technik zaczepnych,
- w obronie ukierunkowanie na stosowanie specjalnie opracowanych zejść z linii ataku oraz podwójne zabezpieczenie blokami.

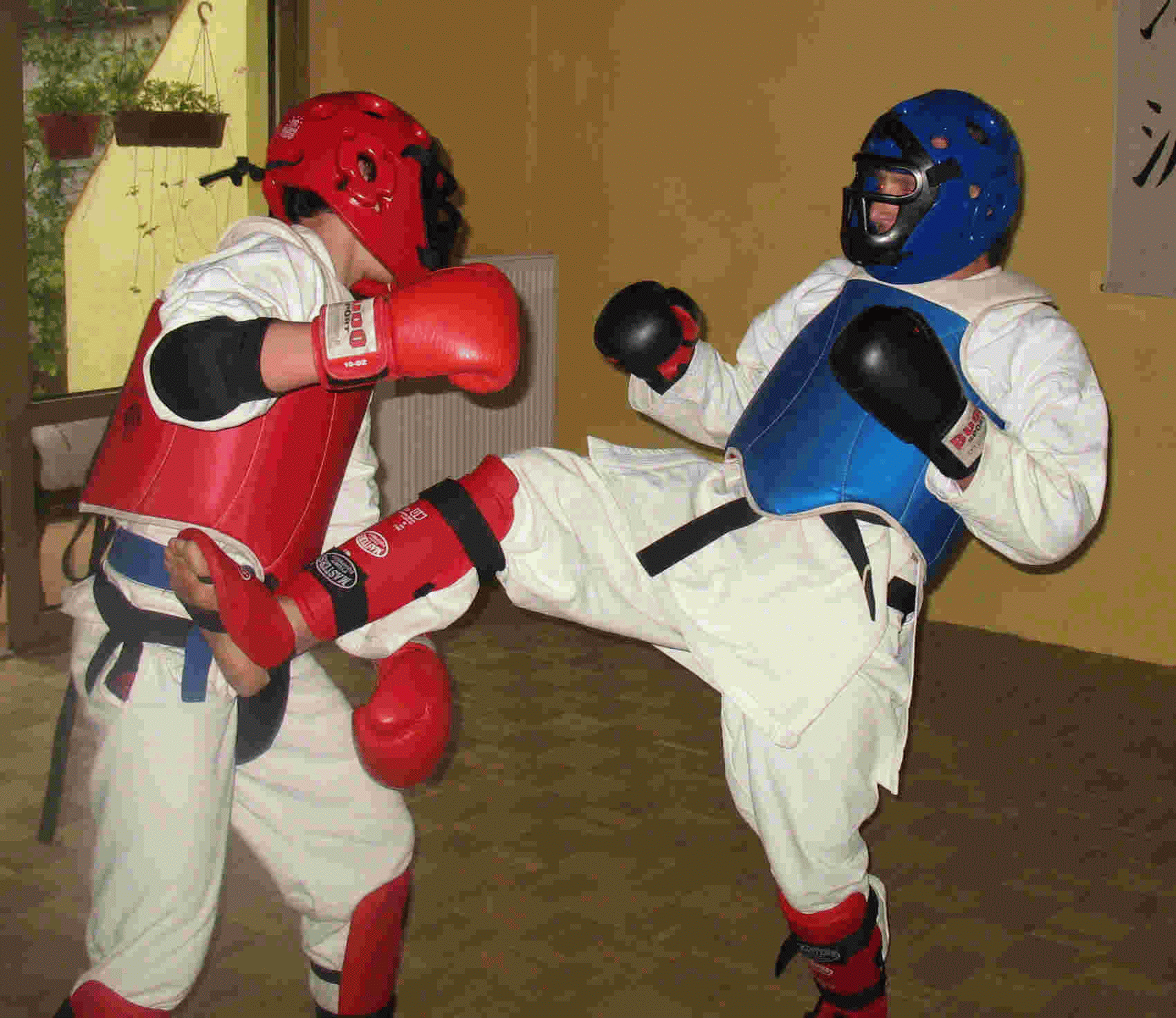
Sparing full contact w tzw. zbroi Tsunami

Styl karate tsunami kładzie także wielki nacisk na doskonalenie się duchowe i psychiczne ćwiczących, poprzez wszechstronne stosowanie różnych ćwiczeń, w tym zwłaszcza medytacyjnych i intelektualnych. W aspekcie filozoficznym cechami karate tsunami są:
- dążenie do równowagi w rozwoju ciała i ducha (w tsunami określane terminem: bodai),
- podkreślanie konieczności działania w zgodzie z otoczeniem i regułami współżycia społecznego (w tsunami określane terminem: nehan).

Styl karate tsunami uprawiany jest w kilku ośrodkach w Polsce, a także w różnych krajach w Europie, Afryce, Azji i Ameryce. W stylu tym organizowane są również turnieje sportowe (w tym Mistrzostwa Polski i Mistrzostwa Europy), z rozgrywaniem szeregu konkurencji, w tym full contact kumite (walki z dopuszczeniem wszelkich możliwych technik wykonywanych z pełną siłą).

## Organizacje
W chwili obecnej działają w Polsce dwie niezależne organizacje Karate Tsunami. Pierwsza z nich Karate Tsunami Renmei jest związana z Ryszardem Muratem i druga, konkurencyjna, Związek Sportowy Polska Federacja Karate-do Tsunami.

## Kontrowersje
W środowisku sztuk i sportów walki styl Tsunami wywołuje wiele kontrowersji. Założycielowi tego systemu zarzuca się między innymi korupcję na wysoką skalę związaną z nadawaniem stopni mistrzowskich oraz obrażanie innych sztuk walki głównie poprzez "wywyższanie się" karate do tsunami nad nimi. Także założenia przyjęte w tsunami są powszechnie przez jego przeciwników uznawane za irracjonalne i nielogiczne z punktu widzenia sztuk walki.

## Kata Tsunami
- Kumo
- Haito
- Hareta Sora
- Matsukaze
- Nissen-no-majiwaru-ten
- Nani-go-desuka
- Sato
- San-ishi